# کمپانی روسی-آمریکایی
کمپانی روسی-آمریکایی (روسی: Под высочайшим Его Императорского Величества покровительством Российская-Американская Компания)یک شرکت سهامی بود که در سال ۱۷۹۹ میلادی توسط نیکلای رزانوف و گریگوری شلیخف تأسیس شد.